# 精神保健指定医
精神保健指定医（せいしんほけんしていい、英語: Designated Physicians of Mental Health）とは、精神保健及び精神障害者福祉に関する法律第18条に定める、医師の国家資格である。単に「指定医」とも。精神医療における非自発入院の判定を独占的に行える者とされている。
心神喪失等の状態で重大な他害行為を行った者の医療及び観察等に関する法律における入院処遇について、行動制限を要するときにも本法の資格によるものであり、学会認定専門医制度とは根本的に違う点である。

## 職務
精神科医療においては、患者に入院を強制したり（非自発入院）、身体拘束を含む行動制限を行わざるをえない場面が存在する。しかし、令状無しで人身の自由を奪い、対応を間違えれば人権蹂躙になってしまうから、これらの人権の侵襲が妥当なものかどうかの判断は、精神医療及び法制度に通暁した者によって、慎重になされなければならない。
指定医の職務は、勤務先の医療機関における職務と、非医療機関における職務（みなし公務員）に大別される。
医療機関における職務は、退院制限を要するか、措置入院の症状が消退しているか、医療保護入院や応急入院を要するか、隔離や身体拘束など行動制限を要するか、退院請求や処遇改善請求をした患者の診察、措置入院患者の仮退院が可能かどうか、の判断をすることなどである。また、医療機関内で著しく不適切な処遇がある場合には、管理者に報告などして改善する義務も課せられている。また、精神の障害による障害者手帳（精神障害者保健福祉手帳）や障害年金の申請に関する診断書について、原則、精神保健指定医が作成することになっている。
非医療機関における職務としては、措置入院や緊急措置入院を要するか、医療機関への移送を要するか、退院請求や処遇改善請求、精神科医療機関への立ち入り調査に際して現在の処遇が適切か、精神障害者保健福祉手帳の返還を要するか、の判断をすることなどである。

## 認定基準
指定医の資格申請には、精神科3年以上を含む5年以上の臨床経験を有する精神科医が講習を受けた上で、措置入院または医療保護入院である症状性を含む器質性精神障害症例、精神作用物質使用による精神及び行動の障害症例、統合失調症圏症例、気分障害症例、神経症性障害や児童思春期症例などの症例、各1例、計5例のケースレポートを提出することが求められる。措置入院と医療保護入院のどちらの症例も含まれなければならない。このケースレポートに加えて口頭試問を経て、指定医の指定を受けることとなる。合格率は5～6割といわれる。
前身の精神衛生鑑定医（鑑定医）から移行した者（約6,000人）と合わせ、2015年（平成27年）7月時点で1万4793人が資格を取得している。

## 歴史
1900年（明治33年）- 精神病者監護法
監護法施行規則第3条により、監置の申請には医師の診断書が必要。監護法施行手続き第2条および第3条により、警察医または警察医員より監置するか否かを決定される。監護本法第11条により、行政庁は必要に応じて、指定したる医師による調査を行うことが可能。
1919年（大正8年）- 精神病院法
精神疾患者の保護治療と公安上の理由を目的として制定され、内務省通牒に明記されている。病院法本法には規定がない。入院について病院法本法第2条には「命令ノ定ムル所ニ依リ、医師ノ診断アルコトヲ要ス」とあり、病院法施行規則第4条では診断を行う医師の条件に「地方長官ノ指定シタル医師」とある。この条件を満たす医師は内務省通牒第3に明記されており、警察医または精神病に関する学識経験者、とある。
1950年（昭和25年）- 精神衛生法
精神障害者が定義され、目的は、精神障害者の医療および保護、と規定される。精神病院法（1919年）に明記されていた「公安上の目的」はなくなった。入院形態には、措置入院（精神病院法から引き継ぐ）、同意入院（精神病者監護法から引き継ぐ）、仮入院がある。第38条で行動制限条項を規定する。自傷他害の可能性がある精神疾患者の措置入院の判定は厚生大臣に指定された精神衛生鑑定医（鑑定医）が行う。鑑定医は措置入院の判定以外には係らず、他の法的責任は病院管理者が負う。
1988年（昭和63年）- 精神保健法
宇都宮病院事件後、精神保健指定医が規定され、鑑定医と比較すると、措置鑑定のほか措置解除、医療保護入院、応急入院の入院適応判定、身体的拘束及び12時間を超える隔離といった行動制限の適応判定など、非指定医に許されない判断を独占的に行うものとされ、かつ一部の業務は公務員として行うものとされ、判断の厳格化、権限の明確化に資するようになった。
2006年（平成18年）- 精神保健及び精神障害者福祉に関する法律

## 精神保健指定医資格不正取得事件
神奈川県川崎市宮前区の「聖マリアンナ医科大学病院」で、精神保健指定医の資格不正取得問題が発覚し、2015年（平成27年）4月15日、厚生労働省医道審議会が不正取得に関わった精神科医師20人（不正取得医師11人と指導医師9人）の精神保健指定医資格を取り消す「異例の事態」となった。不正取得した精神科医は、統合失調症や依存症など8症例のケースレポートを「コピー&ペースト」で、同じ医局の精神科医師が書いた症例を使い回し、あたかも自分が担当医となった様に装っていた。
同年6月19日には、さらに聖マリアンナ医科大学所属の准教授2人と講師1人の指導医3人の精神保健指定医の追加取り消し処分を決定したと発表した。この処分で合計23人（内訳：医師11人、指導医師12人）の精神保健指定医資格が取り消された。聖マリアンナ医科大学は、大学組織ぐるみでの不正については、これを否認している。
これを踏まえて、厚生労働省が2016年（平成28年）に実施した実態調査で、日本国内の精神科医師のうち数10人が、患者の診療歴を偽るなどの手口で、精神保健指定医の資格を不正取得していた疑いがあることが判明している。この中には、聖マリアンナ医科大学の精神科医師2人と、相模原障害者施設殺傷事件の被疑者に対する措置入院に関わった北里大学東病院の精神科医も含まれていた。
2016年（平成28年）10月26日、厚生労働省は、精神保健指定医49人とその指導医師40人を資格取り消し処分にしたと発表した。厚生労働省医道審議会は、処分が出る前に、指定医の辞退届を出した6人と、指定医資格申請中の4人を合わせた99人を、不正取得と認定した。
2019年（令和元年）5月15日、東京地方裁判所（古田孝夫裁判長）は、資格取り消し処分を不当と訴えていた医師1人の処分が違法であるとして、処分の取消を厚生労働省に命じた。
2021年(令和3年)1月27日、東京高裁は指導医の立場で関わり資格を取り消され、処分不当と訴えた医師1名について取り消し処分を違法と判断した。2月10日、国は上告を断念し、判決が確定した。東京高裁は判決で処分基準について「アンフェアな後出しじゃんけん」と厚生労働省の処分基準を批判した。